# Le eumenidi (fumetto)
Ma lo stolto resta uno stolto, mentre il re resta re.»
(Sandman)
Le eumenidi (The Sandman: The Kindly Ones) è un volume antologico pubblicato nel 1996 negli Stati Uniti d'America dalla DC Comics che raccoglie un ciclo di storie pubblicate originariamente nella serie a fumetti Sandman, scritta da Neil Gaiman e illustrata da vari disegnatori negli anni novanta. Fa parte di una serie di volumi del quale rappresenta il nono numero.

## Storia editoriale
Il volume raccoglie gli episodi pubblicati originariamente nella serie regolare Sandman dal n. 57 al n. 69 e nell'albo Vertigo Jam n. 1, pubblicati tra il 1994 e il 1995. Tutte le storie sono state scritte da Neil Gaiman, disegnate da Marc Hampel, Richard Case, D'Israeli, Teddy Kristiansen, Glyn Dillon, Charles Vess, Dean Ormston e Kevin Nowlan, colorato da Danny Vozzo e letterato da Todd Klein. Venne pubblicato nel 1996 in due diverse edizioni, con copertina flessibile e con copertina rigida.

## Trama
Daniel, il figlio che Hippolyta Hall ha concepito nel sogno, viene rapito. La madre incolpa ingiustamente il Sogno ma il bambino è stato in realtà rapito dal dio Loki per i suoi loschi piani. Hippolyta parte per un viaggio dove incontra molte creature fantastiche come le due gorgoni che le propongono di prendere il posto di Medusa, loro defunta sorella. Con l'aiuto della strega Thessaly, Hippolyta riesce a contattare le Eumenidi che accettano di aiutare la donna perché Morfeo ha uccise suo figlio Orfeo. Nel frattempo anche Morfeo cerca di liberare il bambino ma inutilmente in quanto il Corinzio riuscirà a ritrovare lui il bambino. Ma gli eventi degenerano e le Furie iniziano a distruggere il regno del Sogno alla ricerca di Morfeo che alla fine decide di morire. La nuova incarnazione del sogno diventa il bambino stesso.

## Sinossi
The Kindly Ones appartiene insieme alla seconda raccolta, The Doll's House, e la settima, Brief Lives, a quella che è la fine della storia originale della serie. Anche le parti delle altre raccolte furono importanti per questa storia, più che altro degli elementi tratti da Season of Mists e "La storia di Orfeo", narrata principalmente in Fables and Reflections.
Strutturalmente la più ambiziosa delle raccolte, The Kindly Ones è una storia singola scritta come una tragedia greca, con Morpheus come eroe caduto e un aspetto della triade di streghe, le Erinni, come Coro greco. Mette insieme molti fili lasciati in sospeso nel corso della serie, più che altro i rancori tra Morpheus e numerosi personaggi: Hippolyta Hall, il cui figlio, Daniel, fu reclamato da Morpheus; le stesse streghe; il dio Norreno Loki; e la strega Tessaglia.
The Kindly Ones continua anche altre storie, inclusa quella di Cluracan di Faerie e sua sorella Nuala, quella del Corinto, e quella di Rose Walker e del suo ex padrone di casa, Hal. Vide anche Lucifer, che ora suonava il pianoforte in un nightclub, anche se era riluttante nell'accettare delle richieste.
Nel corso della storia il più grande mistero fu la motivazione di Morpheus; non fu mai esattamente chiaro fino a che punto fu a conoscenza del ruolo che ebbe, e in una certa misura, in cui si mise, e quanto gravi furono i suoi tentativi di salvarsi. In una sequenza descrittiva, si pose a disposizione delle Furie lasciando il suo regno a soddisfare un dono che aveva concesso a Nuala, anche se sapeva che la sua fine sarebbe potuta essere una conseguenza; ancora una volta il suo rifiuto di sottrarsi a quella che percepiva come una propria responsabilità per ogni ragione fu ad un punto di svolta della storia. In una sequenza interessante, la storia principale termina con Morpheus e sua sorella Morte su un picco desolato, facendo da eco ad una sequenza tratta da uno dei punti di forza di una storia precedente, "The Sound of Her Wings" (n. 8). Morte chiese la mano di Morpheus, e lui semplicemente scomparve, in un accecante lampo di luce.

## Elenco delle storie
Tute le storie sono state scritte da Neil Gaiman.
| Numero        | Titolo               | Illustratore                              | Inchiostratore                         | Colorista    | Letterista   | Ast Editor     | Editore      |
| ------------- | -------------------- | ----------------------------------------- | -------------------------------------- | ------------ | ------------ | -------------- | ------------ |
| Vertigo Jam 1 | The Castle           | Kevin Nowlan                              | Kevin Nowlan                           | Daniel Vozzo | Kevin Nowlan | Shelly Roeberg | Karen Berger |
| 57            | The Kindly Ones - 1  | Marc Hempel                               | Marc Hempel                            | Daniel Vozzo | Todd Klein   | Shelly Roeberg | Karen Berger |
| 58            | The Kindly Ones - 2  | Marc Hempel                               | D'Israeli                              | Daniel Vozzo | Todd Klein   | Shelly Roeberg | Karen Berger |
| 59            | The Kindly Ones - 3  | Marc Hempel                               | D'Israeli                              | Daniel Vozzo | Todd Klein   | Shelly Roeberg | Karen Berger |
| 60            | The Kindly Ones - 4  | Marc Hempel                               | D'Israeli                              | Daniel Vozzo | Todd Klein   | Shelly Roeberg | Karen Berger |
| 61            | The Kindly Ones - 5  | Marc Hempel                               | Marc Hempel / D'Israeli                | Daniel Vozzo | Todd Klein   | Shelly Roeberg | Karen Berger |
| 62            | The Kindly Ones - 6  | Glyn Dillon / Charles Vess / Dean Ornston | Glyn Dillon / Charles Vess / D'Israeli | Daniel Vozzo | Todd Klein   | Shelly Roeberg | Karen Berger |
| 63            | The Kindly Ones - 7  | Marc Hempel                               | Marc Hempel                            | Daniel Vozzo | Todd Klein   | Shelly Roeberg | Karen Berger |
| 64            | The Kindly Ones - 8  | Teddy Kristiansen                         | Teddy Kristiansen                      | Daniel Vozzo | Todd Klein   | Shelly Roeberg | Karen Berger |
| 65            | The Kindly Ones - 9  | Marc Hempel                               | Richard Case                           | Daniel Vozzo | Todd Klein   | Shelly Roeberg | Karen Berger |
| 66            | The Kindly Ones - 10 | Marc Hempel                               | Richard Case                           | Daniel Vozzo | Todd Klein   | Shelly Roeberg | Karen Berger |
| 67            | The Kindly Ones - 11 | Marc Hempel                               | Richard Case                           | Daniel Vozzo | Todd Klein   | Shelly Roeberg | Karen Berger |
| 68            | The Kindly Ones - 12 | Marc Hempel / Richard Case                | Richard Case                           | Daniel Vozzo | Todd Klein   | Shelly Roeberg | Karen Berger |
| 69            | The Kindly Ones - 13 | Marc Hempel                               | Marc Hempel                            | Daniel Vozzo | Todd Klein   | Shelly Roeberg | Karen Berger |